# Johannes Hendricus van Lierop
Johannes Henricus van Lierop (Eindhoven, 15 april 1807 - Eindhoven, 30 juni 1875) is een voormalig wethouder van de Nederlandse stad Eindhoven. 
Van Lierop werd geboren als zoon van wethouder Theodorus van Lierop en Anna Maria van de Moosdijk. Hij was wethouder en raadslid van 1851 tot aan zijn dood in 1875. Van beroep was hij koopman.
Hij trouwde te Waalwijk op 10 september 1835 met Cornelia van Heijst, dochter van Leonardus Dominicus van Heijst en Petronella Josepha Sprangers, geboren te Waalwijk op 15 juni 1806, overleden in Eindhoven op 21 maart 1882.